# Boris Johnson
 Der er for få eller ingen kildehenvisninger i denne artikel, hvilket er et problem. Du kan hjælpe ved at angive troværdige kilder til de påstande, som fremføres i artiklen.

Alexander Boris de Pfeffel Johnson (født 19. juni 1964 i New York af engelske forældre), bedre kendt som Boris Johnson, er en britisk politiker fra Det konservative parti, der fra den 24. juli 2019 til den 6. september 2022 var premierminister i Storbritannien. Han er tilmed tidligere formand for Det konservative parti (2019-22), tidligere borgmester i London (2008–2016) samt udenrigsminister (2016–2018). Han er medlem af Underhuset. 
Efter en række skandaler (herunder partygate) og intern uro i Det konservative parti valgte Boris Johnson at trække sig fra posten som formand for partiet den 7. juli 2022. Han oplyste ved sin fratræden, at han ville fortsætte som premierminister, indtil en afløser var blevet fundet. Han blev afløst af partifællen Liz Truss den 6. september 2022.
Johnson er uddannet i klassiske studier fra Oxford Universitet. Han arbejdede derefter som journalist og har tidligere været redaktør for The Spectator. Han er kendt for sin excentriske offentlige person, blev medlem af parlamentet i Storbritannien for Henley og var i en periode officiel oppositionstalsmand (front-bench spokesman) som skyggeminister for højere uddannelse (Shadow Minister for Higher Education), indtil han annoncerede sine intentioner om at blive Londons borgmester i 2008.

## Medlem af Underhuset
I 2001 afløste Boris Johnson den tidligere forsvarsminister Michael Heseltine som underhusmedlem for Henley-on-Thames kredsen i Oxfordshire. Johnson repræsenterede kredsen, indtil han blev borgmester i London i 2008.
I 2015 vendte Boris Johnson tilbage til Underhuset. Nu repræsenterer han Uxbridge and South Ruislip kredsen i Hillingdon i den vestlige del af Stor-London.

## Borgmester for London
I 2008 afløste Boris Johnson Ken Livingstone som borgmester for London. I 2016 gik posten videre til Labour politikeren Sadiq Khan.

## Kampagnen for Brexit
Boris Johnson spillede en fremtrædende rolle i kampagnen for at melde Storbritannien ud af EU (Leave-kampagnen). Ved folkeafstemningen den 23. juni 2016 stemte 51,89 procent af vælgerne for en udmeldelse (Brexit). 
Det var ventet, at Boris Johnson ville stille op til posten som David Camerons efterfølger (som premierminister og konservativ partileder). Justitsminister Michael Gove, der havde været Johnsons nære allierede under Leave-kampagnen, blev udset til at være Johnsons kampagneleder ved valget af ny konservativ leder. 
Tidligt på formiddagen den 30. juni 2016 meddelte Gove imidlertid, at han selv ville stille op til lederposten, og Boris Johnson trak sit kandidatur. Efter et par afstemninger blandt de konservative parlamentarikere tiltrådte Theresa May som premierminister og konservativ partileder den 13. juli 2016 . 

## Udenrigsminister
Boris Johnson blev udenrigsminister den 13. juli 2016 i Regeringen Theresa May. Han blev to år efter afløst af Jeremy Hunt.

## Premierminister
Johnson var fra den 24. juli 2019 til den 6. september 2022 premierminister i Storbritannien.
Efter en række skandaler (herunder partygate) og intern uro i Det konservative parti valgte Boris Johnson at trække sig fra posten som formand for partiet den 7. juli 2022. Han oplyste ved sin fratræden, at han ville fortsætte som premierminister, indtil en afløser var blevet fundet. Han blev afløst af partifællen Liz Truss den 6. september 2022.